# 滇润楠
滇润楠（学名：Machilus yunnanensis），为樟科润楠属下的一个植物变种。生长于海拔1650～2000米的山地常绿阔叶林中。
种加词 yunnanensis 意为“云南的”。